# Canon de montagne Type 41 75 mm
Le canon de montagne Type 41 75mm est une pièce d'artillerie de construction japonaise sous licence du canon allemand Krupp M.08. La désignation  Type 41 indique que ce canon a été adopté par l'Armée impériale la 41e année du règne de l'Empereur Meiji, soit 1909 dans le calendrier grégorien. Avant d'être remplacé par le Type 94 de même calibre, c'était la pièce d'artillerie d'infanterie standard. Chaque régiment d'infanterie était doté de 4 pièces réparties en  "Rentai Ho" (artillerie régimentaire).
Deux modèles de boucliers furent développés  : le premier composé de 3 parties et le dernier en 2 parties.

## En service
Dans l'Armée impériale japonaise, ce canon était servi par une équipe de 13 hommes  :
- Équipe manœuvrant la pièce :
  - Un tireur.
  - Un pointeur.
  - Un pourvoyeur.
  - Un homme chargé de bouger le canon (gauche ou droite).
  - Un servant assurant l'insertion des fusées dans les obus et les donnant au pourvoyeur.
  - Deux autres  chargés de transporter les obus depuis les réserves, situées à gauche et à droite, vers le canon.
  - Un chef de pièce assis à une petite distance en arrière de la pièce.
- Équipe en arrière position (généralement 100 m en arrière de la pièce)  :
  - 5 servants assurant l'approvisionnement en munitions depuis les stocks arrières

Des tests de tir effectués avec le Type 41 par l'Armée américaine démontrèrent qu'à une distance de 3 000 m, 75 % des obus tombent dans un rectangle de 18 m par 28 m. À portée maximale (plus ou moins 7 000 m), 75 % des obus tombent dans un rectangle de 9 m par 182 m.
La désignation "de montagne" du canon indique que sa construction est modulaire pour faciliter le transport.Ainsi la pièce pouvait être transporté complète par son équipe ou démontée  par un équipage de 6 chevaux avec des harnais spéciaux. Les munitions étaient quant à elles transportées par 7 chevaux.

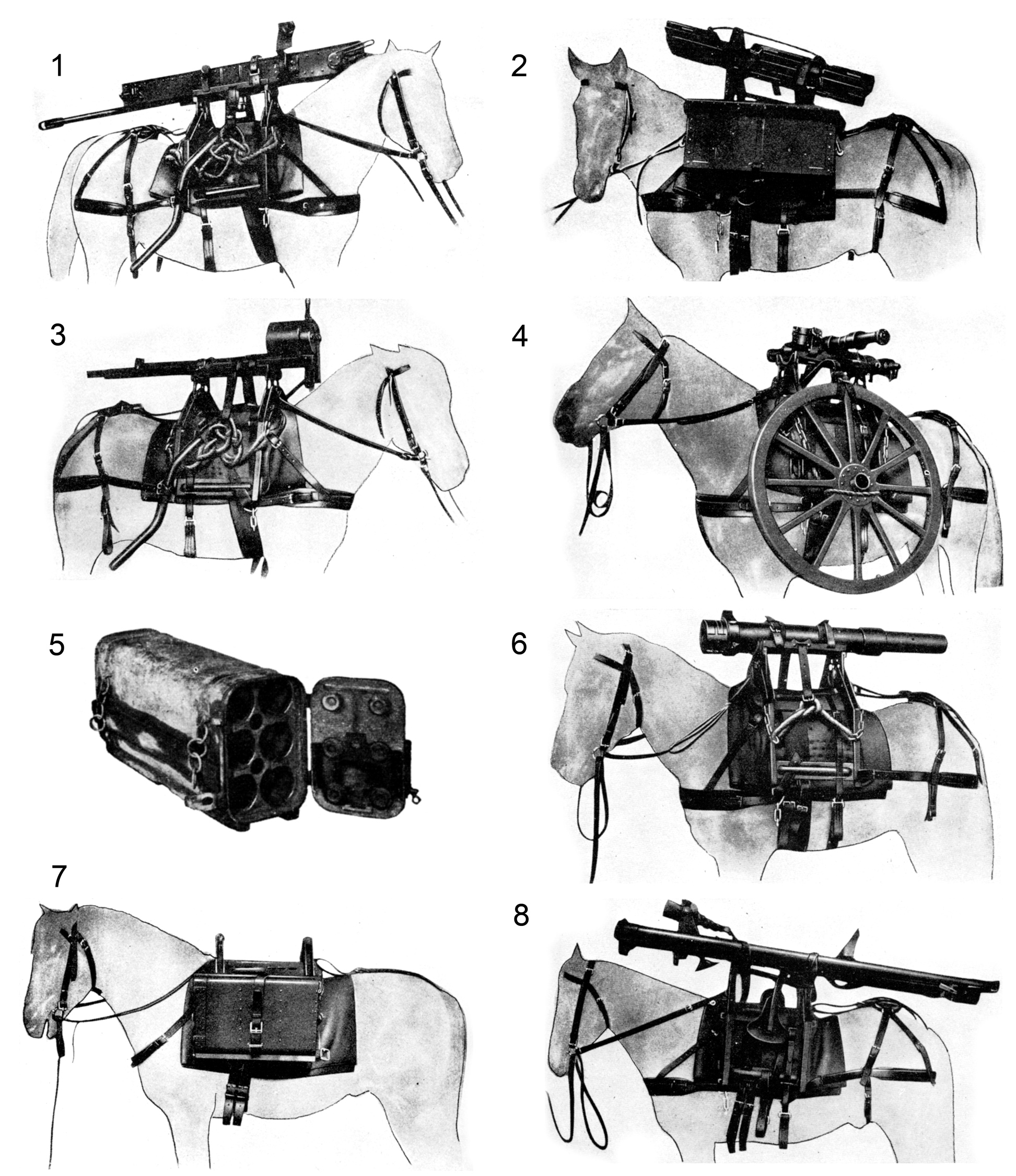
Schéma de transport par chevaux du canon Type 4175 mm:
1. Berceau du canon
2. Bouclier (replié en 2 ou 3 selon modèle)
3. Culasse
4. Roues et axe
5. Canister en acier pour 6 munitions de 75 mm
6.Tube
7. Cheval transportant 2 canisters de munitions
8. Affut avec lames amortisseur

## Munitions
Le Type 41 pouvait tirer une large variété  d'obus de 75 mm :
- Explosifs :
  - M98 de 4,5 kg
  - M97 de 5,5 kg
  - M94 de 6 kg
  - M90 de 5,6 kg
- Antiblindage :
  - M95 de 6,2 kg - peut traverser 20 mm d'acier à 3 000 m.
  - M1 de 6,5 kg
  - M2 à charge creuse de 3,5 kg - peut pénétrer  7,62 cm de blindage en acier moulé
- À shrapnell :
  - M38 de 6,8 kg
  - M90 de 6,9 kg - dont 285 billes de plomb de 10,5 g et 0,1 kg de poudre noire.
- Incendiaires:
  - M90 de 6,9 kg
  - Obus de 5,3 kg avec liquide incendiaire.
- Fumigène :
  - M90 de 5,7 kg au phosphore blanc
- Chimique:
  - Obus de 6 kg avec gaz de combat vomitif
- Éclairant :
  - M90 de 5,6 kg

## Médias

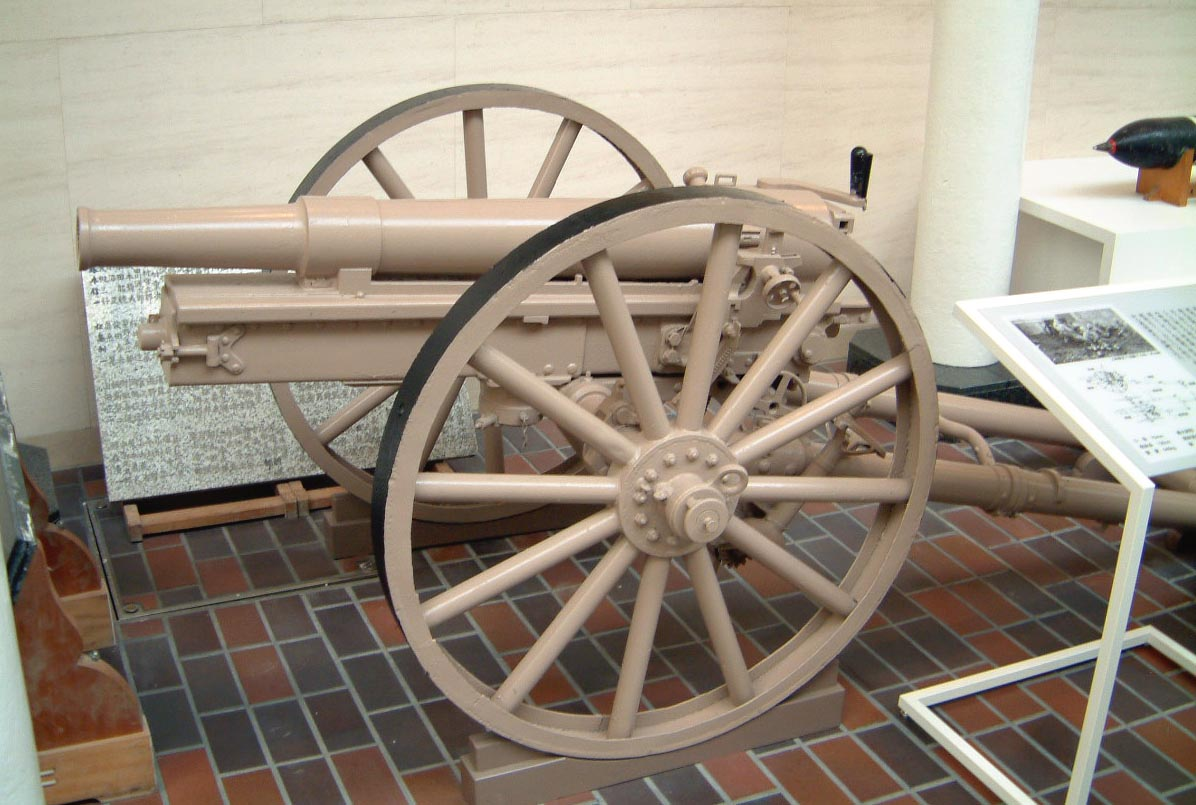
Type 41 exposé au sanctuaire Yasukuni (Tokyo, Japon)
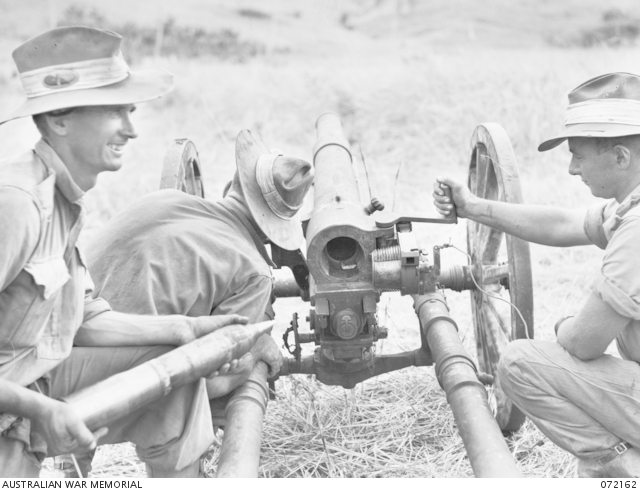
Canon type 41 capturé en cours d'évaluation par  l'Australian army operational research section. Il s'agissait de tester sa capacité de pénétration sur un bouclier frontal de char Matilda II à 150 yards (137.16m). (Nouvelle-Guinée, 6 avril 1944)
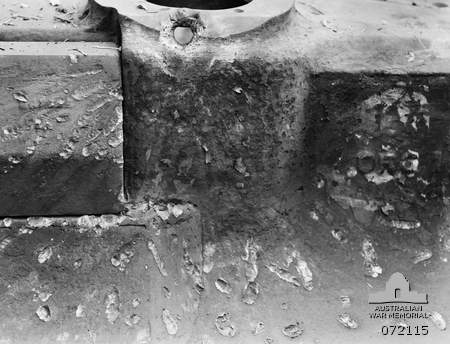
Résultat du test sur le char Matilda II à 150 yard (vue de face). On peut voir que l'obus à percer le blindage.
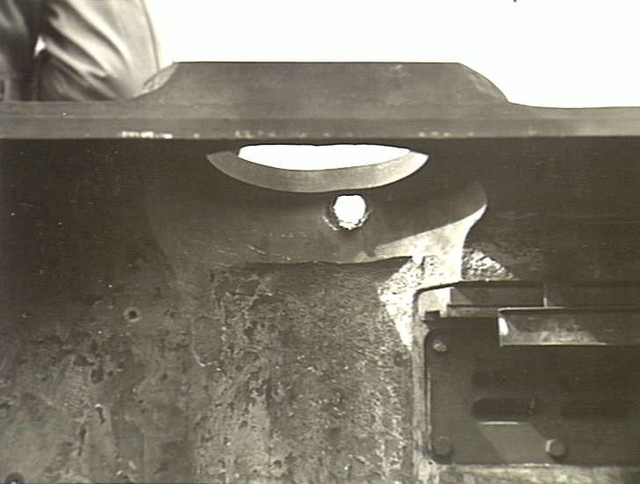
Résultat du test sur le char Matilda II à 150 yard (vue arrière). Le bouclier frontal de 78 mm n'a pas résisté.
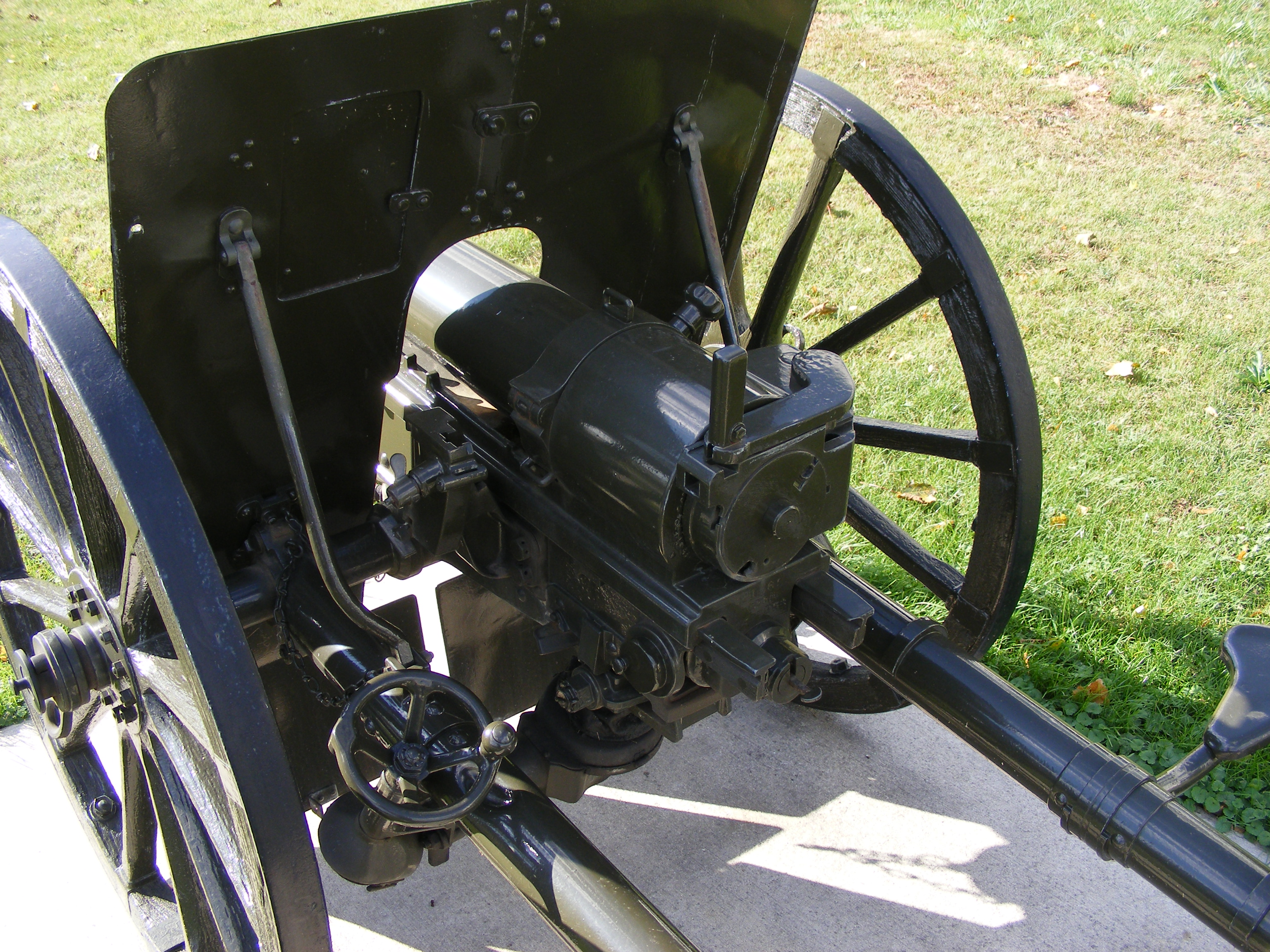
Vue en détail du mécanisme du Type 41 sur un exemplaire exposé au Royal Canadian Regiment Military Museum de London (Ontario) (Canada).
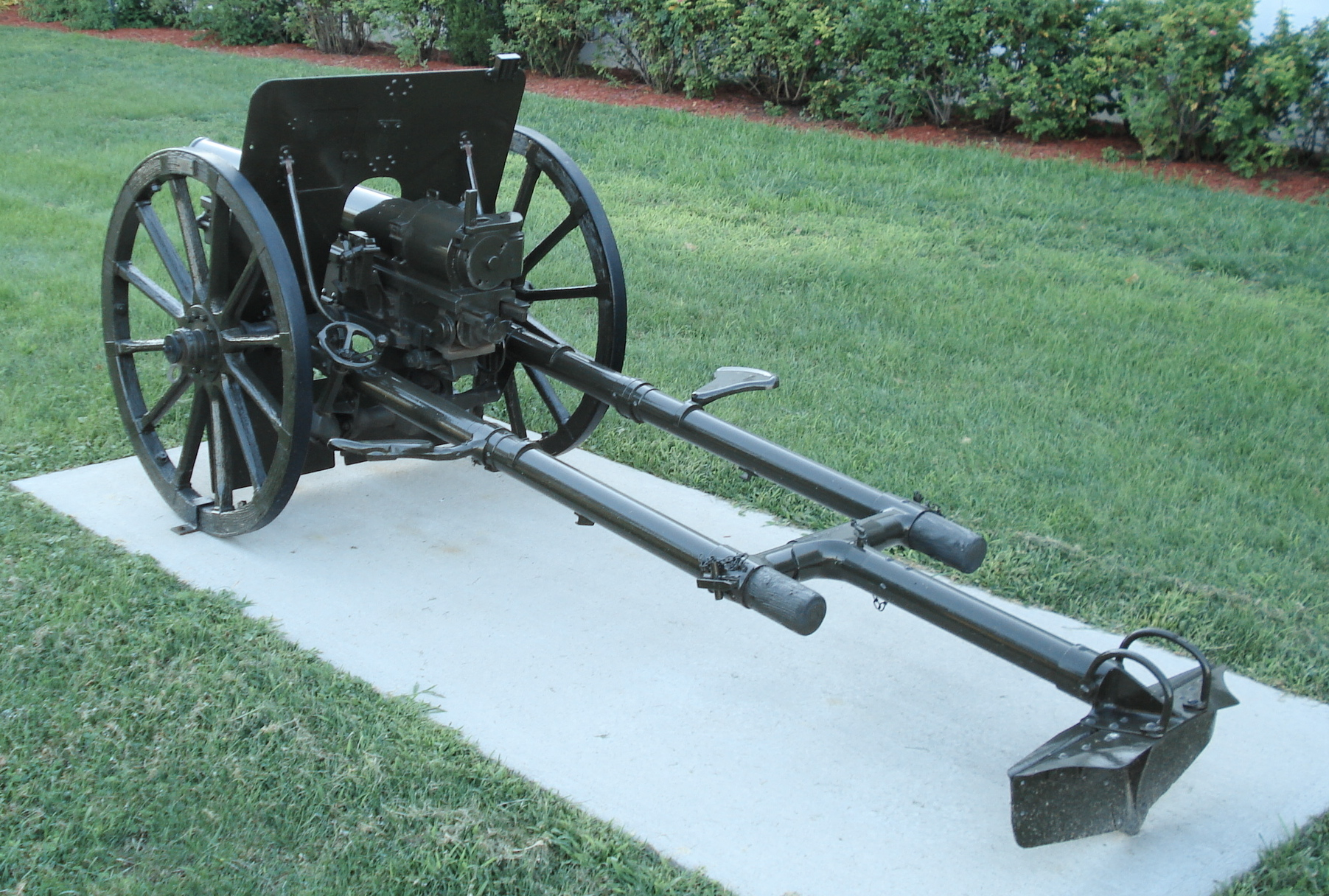
Plan large permettant de voir l'affut du type 41.
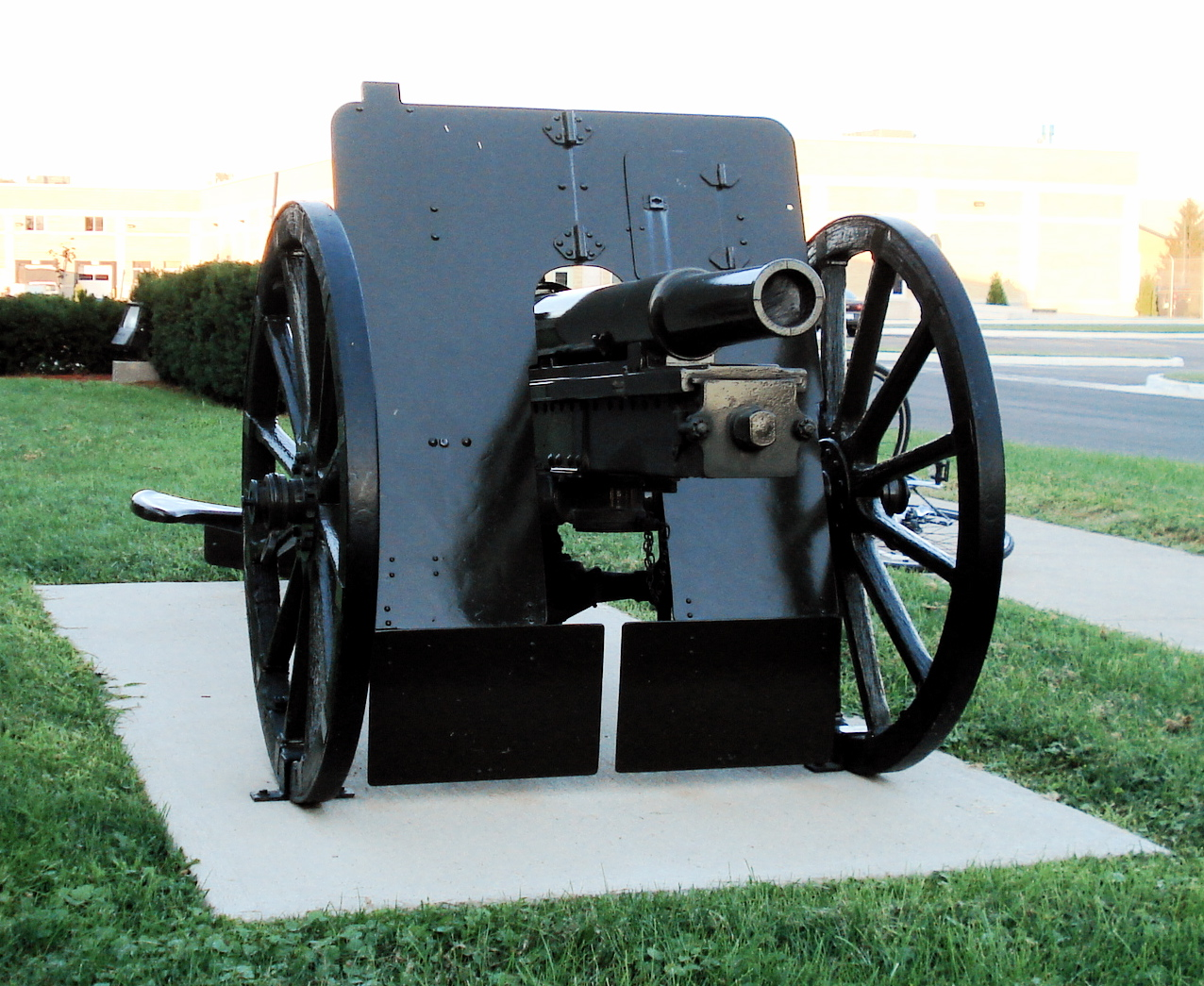
Vue de face du Type 41. À noter que cet exemplaire est équipé du bouclier repliable en 2 parties.
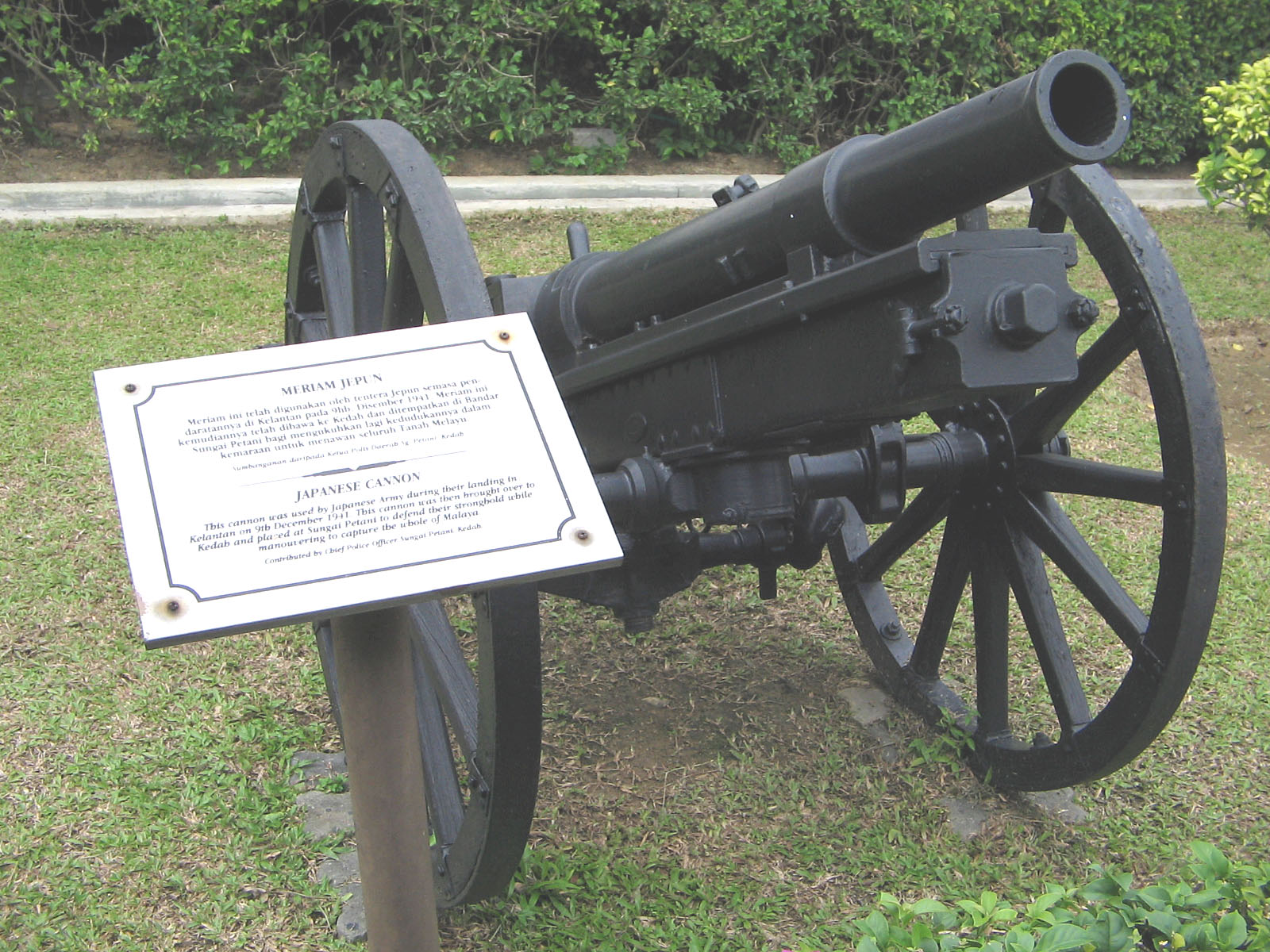
Canon Type 41 (sans bouclier) exposé en Malaisie

### Sources
- « T41 75mm », sur plala.or.jp (consulté le 31 décembre 2023)
- US Technical Manual E 30-480
- Japanese Infantry Arms In World War II, Ritta Nakanishi,  (ISBN 4-499-22690-2)